# Merremia kentrocaulos
Merremia kentrocaulos är en vindeväxtart som först beskrevs av C.B. Ci., och fick sitt nu gällande namn av Alfred Barton Rendle. Merremia kentrocaulos ingår i släktet Merremia och familjen vindeväxter. Utöver nominatformen finns också underarten M. k. pinnatifida.